# Ana (Stadt)
Ana (arabisch عانة, DMG ʿĀna; auch Anah) ist eine irakische Stadt.
Der Ort befindet sich im irakischen Gouvernement al-Anbar. Ana liegt am Ufer des Euphrats. 2014 wurde der Ort von der islamistischen Organisation ISIS eingenommen. Im November 2017 wurde der Ort von den Irakischen Streitkräften zurückerobert.